# Mombasa
Mombasa er Kenyas næststørste by og største havneby. Byen har 1.208.333 (2019) indbyggere. Fra byen går jernbane til Nairobi og videre til Uganda. Mombasa tilhørte Zanzibar indtil 1963.

## Trivia
- Den anden Galathea-ekspedition anløb Mombasa i marts 1951.